# Parafia Matki Bożej Częstochowskiej w Objeździe
Parafia Matki Bożej Częstochowskiej w Objeździe – parafia rzymskokatolicka, znajdująca się w diecezji pelplińskiej, w dekanacie Główczyce.